# Pavetta backeri
Pavetta backeri är en måreväxtart som beskrevs av Cornelis Eliza Bertus Bremekamp. Pavetta backeri ingår i släktet Pavetta och familjen måreväxter. Inga underarter finns listade i Catalogue of Life.